# Teucholabis longisetosa
Teucholabis longisetosa är en tvåvingeart som beskrevs av Alexander 1941. Teucholabis longisetosa ingår i släktet Teucholabis och familjen småharkrankar.
Artens utbredningsområde är Peru. Inga underarter finns listade i Catalogue of Life.